# Paraguay en los Juegos Panamericanos de 2023
Paraguay compitió en los Juegos Panamericanos de 2023 en Santiago, Chile, del 20 de octubre al 5 de noviembre de 2023. Esta fue la 17.ª aparición de Paraguay en los Juegos Panamericanos, habiendo competido en todas las ediciones de los juegos excepto en 1959 y 1963.

## Deportistas
La siguiente lista contiene el número de competidores (por género) que participarán en los juegos por deporte/disciplina.
| Deporte                | Hombres | Mujeres | Total |
| ---------------------- | ------- | ------- | ----- |
| Bádminton              | 1       | 0       | 1     |
| Balonmano              | 0       | 14      | 14    |
| Canotaje               | 1       | 1       | 2     |
| Ciclismo               | 0       | 2       | 2     |
| Equitación             | 0       | 1       | 1     |
| Esgrima                | 0       | 1       | 1     |
| Fútbol                 | 0       | 18      | 18    |
| Karate                 | 1       | 1       | 2     |
| Levantamiento de pesas | 2       | 2       | 4     |
| Patinaje               | 1       | 1       | 2     |
| Remo                   | 4       | 8       | 12    |
| Rugby 7                | 0       | 12      | 12    |
| Tiro deportivo         | 0       | 1       | 1     |
| Tenis                  | 0       | 1       | 1     |
| Tenis de mesa          | 3       | 1       | 4     |
| Total                  | 13      | 64      | 77    |

## Bádminton
Paraguay clasificó a un atleta masculino para Bádminton.
Masculino
| Evento     | Primera ronda   | Segunda ronda   | Tercera ronda   | Cuartos de final | Semifinales     | Final           | Posición |
| Evento     | Rival Resultado | Rival Resultado | Rival Resultado | Rival Resultado  | Rival Resultado | Rival Resultado | Posición |
| ---------- | --------------- | --------------- | --------------- | ---------------- | --------------- | --------------- | -------- |
| Individual | BYE             |                 |                 |                  |                 |                 |          |

## Balonmano
Paraguay clasificó a su equipo femenino de balonmano (14 atletas) al terminar segundo en los Juegos Suramericanos de 2022.
| Equipo          | Evento          | Fase de grupos  | Fase de grupos  | Fase de grupos  | Fase de grupos | Semifinal       | Final / MB / Pos. | Final / MB / Pos. |
| Equipo          | Evento          | Rival Resultado | Rival Resultado | Rival Resultado | Posición       | Rival Resultado | Rival Resultado   | Posición          |
| --------------- | --------------- | --------------- | --------------- | --------------- | -------------- | --------------- | ----------------- | ----------------- |
| Equipo femenino | Torneo femenino |                 |                 |                 |                |                 |                   |                   |

## Canotaje

### Canotaje en eslalon
Paraguay clasificó a dos atletas de slalom (un hombre y una mujer).
| Atleta | Evento       | Ronda preliminar | Ronda preliminar | Ronda preliminar | Serie  | Serie    | Semifinal | Semifinal | Final  | Final    |
| Atleta | Evento       | Run 1            | Run 2            | Posición         | Tiempo | Posición | Tiempo    | Posición  | Tiempo | Posición |
| ------ | ------------ | ---------------- | ---------------- | ---------------- | ------ | -------- | --------- | --------- | ------ | -------- |
|        | C1 Masculino |                  |                  |                  |        |          |           |           |        |          |
|        | C1 Femenino  |                  |                  |                  |        |          |           |           |        |          |

## Ciclismo
Paraguay clasificó a dos ciclistas femeninas por medio del UCI World Ranking.

### Ciclismo BMX
| Athleta | Evento             | Serie  | Serie | Final  | Final |
| Athleta | Evento             | Puntos | Rank  | Puntos | Rank  |
| ------- | ------------------ | ------ | ----- | ------ | ----- |
|         | Freestyle femenino |        |       |        |       |

### Ciclismo en ruta
| Athlete | Event                 | Time | Rank |
| ------- | --------------------- | ---- | ---- |
|         | Contrarreloj femenino |      |      |

## Equitación
Paraguay clasificó a un jinete en Salto en los Juegos Sudamericanos de 2022.

### Salto
| Atleta | Caballo | Evento     | Formación | Formación | Formación | Formación | Formación | Formación | Formación | Formación | Final   | Final   | Final   | Final   | Final  | Final |
| Atleta | Caballo | Evento     | Ronda 1   | Ronda 1   | Ronda 2   | Ronda 2   | Ronda 3   | Ronda 3   | Total     | Total     | Ronda A | Ronda A | Ronda B | Ronda B | Total  | Total |
| Atleta | Caballo | Evento     | Faults    | Rank      | Faults    | Rank      | Faults    | Rank      | Faults    | Rank      | Faults  | Rank    | Faults  | Rank    | Faults | Rank  |
| ------ | ------- | ---------- | --------- | --------- | --------- | --------- | --------- | --------- | --------- | --------- | ------- | ------- | ------- | ------- | ------ | ----- |
|        |         | Individual |           |           |           |           |           |           |           |           |         |         |         |         |        |       |

## Esgrima
Paraguay clasificó a una esgrimista a través del Campeonato Panamericano de Esgrima de 2022 en Asunción, Paraguay.
Espada
| Atleta             | Evento              | Pool Round | Pool Round | Octavos de final | Cuartos de final | Semifinal       | Final           | Final |
| Atleta             | Evento              | Victorias  | Seed       | Rival resultado  | Rival resultado  | Rival resultado | Rival resultado | Rank  |
| ------------------ | ------------------- | ---------- | ---------- | ---------------- | ---------------- | --------------- | --------------- | ----- |
| Montserrat Viveros | Individual femenino |            |            |                  |                  |                 |                 |       |

## Fútbol
La selección femenina clasificó con 18 atletas tras terminar 4.º en la Copa América Femenina 2022 en Colombia.
| Equipo          | Evento          | Fase de grupos  | Fase de grupos  | Fase de grupos  | Fase de grupos | Semifinal       | Final / MB      | Final / MB |
| Equipo          | Evento          | Rival resultado | Rival resultado | Rival resultado | Rank           | Rival resultado | Rival resultado | Rank       |
| --------------- | --------------- | --------------- | --------------- | --------------- | -------------- | --------------- | --------------- | ---------- |
| Equipo femenino | Torneo femenino |                 |                 |                 |                |                 |                 |            |

Notas:
- p. – Tanda de penales.